# Wendy Cheesman
Wendy Ann Foster, de soltera Wendy Cheesman, (Londres, septiembre de 1937 - 15 de enero de 1989)  fue una arquitecta británica y cofundadora de los estudios de arquitectura Team 4 y Foster and Partners.

## Vida privada
La hermana de Wendy Cheesman es Georgie Wolton, de soltera Georgie Cheesman, que también es una reconocida arquitecta. Conoció a Richard Rogers, Su Rogers y Norman Foster cuando estudiaban en la Universidad Yale. Se casó con Norman Foster en 1964. Wendy Foster murió de cáncer en 1989, cuando era socia y directora del estudio Foster + Partners.

## Trayectoria

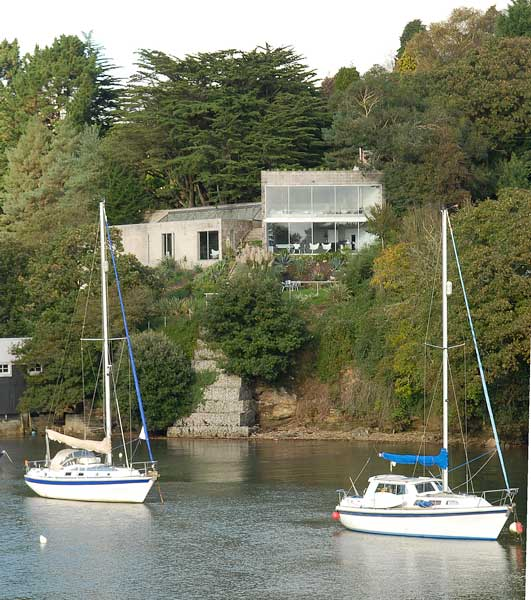
Creek Vean, Feock, Cornualles

El estudio Team 4 fue un emblemático equipo de arquitectura creado en 1963 por una arquitecta y cuatro personas aspirantes a ser arquitectas, Su Rogers (de soltera Brumwell), Wendy Cheesman, Norman Foster y Richard Rogers. La firma originalmente incluía a la hermana de Wendy Cheesman, Georgie Wolton, que en ese momento era la única arquitecta cualificada del grupo, lo que les permitió ejercer la práctica. Georgie Cheeseman se fue tras unos meses, dejando que los miembros restantes intentaran aprobar sus exámenes profesionales mientras continuaban practicando.
Los edificios notables en los que trabajó mientras estaba en el Equipo 4, incluyen la primera casa en ganar un premio RIBA : Creek Vean House, Feock, Cornwall, Inglaterra (1966), Reliance Controls factory, Swindon (1967), Jaffe House (también conocida como Skybreak House), que fue la casa de Humphrey Spender, Maldon, Essex (1965-1966) y Wates Housing, Coulsdon, Surrey (1965), todas en Inglaterra.
En junio de 1967, Foster y Rogers decidieron disolver la empresa. Los Rogers (Richard Rogers y Su Rogers) establecieron Richard y Su Rogers Architects y los Fosters (Norman Foster y Wendy Foster, de soltera Cheesman), establecieron Foster Associates. Los edificios notables en los que participó Wendy Foster incluyen el Centro Sainsbury de Artes Visuales, el edificio Willis Faber y Dumas y el edificio HSBC en Hong Kong. 